# 宮景盛
宮 景盛（みや かげもり）は、戦国時代から安土桃山時代にかけての武将。備後国の国人で、毛利氏家臣。父は宮興盛。

## 生涯
備後国の国人である宮興盛の子として生まれ、毛利元就に仕える。
永禄5年（1562年）6月、尼子氏から離反して居城の伯耆国生山城を奪われて宮氏のもとへ身を寄せていた山名藤幸と共に生山城を攻撃し、尼子氏の城番を務めていた米原綱寛と中井久家を退却させて城を奪回した。
永禄12年（1569年）、尼子再興軍の雲州侵攻に呼応して、山名藤幸をはじめとした伯耆国の国人・日野衆が毛利氏から離反。景盛は山名藤幸を討ち取るために元就へ援軍を求めたが、尼子再興軍への対処等で援軍を送る余裕が無かったため、景盛は独力で山名藤幸と戦い討ち果たした。これにより日野山名氏の家督を景盛の次男・景幸が継ぐよう命じられ、景盛は直ちに山名藤幸の居城であった生山城を攻撃して占拠。景幸には伯耆国日野郡と会見郡の山名氏本領が与えられ、在名から日野氏を称した。景盛は山名藤幸討伐の功により、同年8月25日に元就から太刀一腰、具足一領、兜一つを贈られた。
慶長7年（1602年）7月19日に死去。嫡男の智盛（弥四郎）が後を継いだが、智盛の子・広尚の代で断絶している。